# Takano Chōei

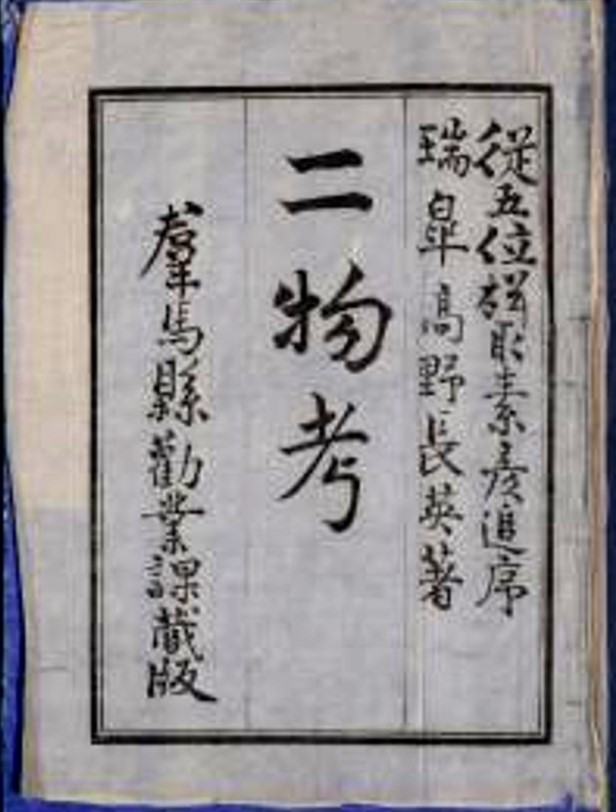
Umschlag zu Takanos „二物考“

Takano Chōei (japanisch 高野 長英; geboren 12. Juni 1804 in Suisawa (Provinz Mutsu); gestorben 3. Dezember 1850 in Edo) war ein japanischer Gelehrter der „Westlichen Wissenschaft“ (蘭学; Rangaku) in der Bakumatsu-Zeit.

## Leben und Wirken
Takano Chōei war der dritte Sohn von Gotō Sosuke-Sanenobu (後藤 摠介 実慶; ?–1812), einem Gefolgsmann von Date Shōgen (伊達 将監), Fürst aus der hochrangigen Familie von Sendai. Als er mit neun Jahren seinen Vater verlor, wurde er von Takano Gensai (1771/1775–1827) adoptiert, dem älteren Bruder seiner Mutter Miyo, der Hofarzt und ein Schüler von Sugita Gempaku war. Im Alter von 17 Jahren begleitete er seinen älteren Bruder Tansai (堪斎; ?–1823) zum Studium nach Edo, wo er in die Schule von Sugita Hakugen (杉田 伯元; 1763–1833), einem Adoptivsohn von Gempaku, eintrat. Bald verließ er die Sugita-Schule wurde Schüler von Yoshida Chōshu (吉田長叔 1779–1824), der niederländische Medizin studiert hatte. 1822, im Alter von 19 Jahren, änderte er seinen Vornamen in „Chōei“ und begann, sich mit der niederländische Grammatik zu befassen. Daneben beschäftigte  er sich in den Regionen Nikkō und am Berg Tsukuba mit der Kräuterextraktion. 1825 ging er nach Nagasaki und trat in die Schule „Narutaki-juku“ (鳴滝塾) ein, die der auf Deshima tätige Arzt Philipp Franz von Siebold eingerichtet hatte. Mit 23 Jahren reichte er bei Siebold eine Dissertation in niederländischer Sprache ein und erhielt den Doktortitel. Mit der Unterstützung von Fürst Matsuura (松浦侯), dem Herrn der Hirado-Domäne, begann er mit der Übersetzung der 20 Bände des niederländischen Werkes „Scheidekunst“, einem Buch der Chemie, und verfertigte auf Wunsch von Siebold auch eine Japanisch-Niederländische Fassung.
1828 verließ Takano im Zusammenhang mit der „Siebold-Affäre“ fluchtartig Nagasaki. Danach betrieb er Geschäft in Kyōto, Hiroshima, Onomichi und Osaka. 1830 kehrte er nach Edo zurück und eröffnete ein Geschäft im Stadtteil Kojimachi, während er seine Forschungen zur Physiologie fortsetzte. Im Jahr 1832 schrieb er an dem ersten Werk in Japan über Physiologie, „Saisetsu Ihara Kūyō“ (西説医原枢要) und veröffentlichte den ersten Band. In dem Jahr lernte er Watanabe Kazan kennen, den er seitdem bei dessen Studium der Westlichen Wissenschaft unterstützte. Während der Tempō-Hungersnot (天保飢饉, Tempō kikin) 1832 schrieb er unter anderem „Kyūkō nibutsu–kō“ (救荒二物考) – etwa „Zur Erlösung an zwei Sachen denken“ und „Hieki yōhō“ (避疫要法) – „Maßnahmen bei einer Epidemie“ als Vorkehrungen bei einer Hungersnot. Daneben kritisierte er die Außenpolitik des Shogunats.
Als am 10. Mai 1839 Tenpō das „Bansha no Goku“ (蛮社の獄) – eine Festnahme westlich denkender Gelehrter – stattfand, wurde er darin verwickelt und zu lebenslanger Haft verurteilt. Mitten in der Nacht des 29. Juni 1844 gab er einem Aufseher im Gefängnis Geld, zündete es an und floh. Er floh sofort aus Edo, ging direkt in seine Heimatstadt, war aber kurz darauf wieder heimlich in Edo, wo er unter dem Schutz von Suzuki Shunzan (鈴木 春山; 1801–1846), einem Arzt des Tahara-Klan, die militärischen Texte „Heisei Zensho“ (兵制全書) und „Taktiek der drie wapens“ als „Sanhei-to Kochiki“ (三兵答古知幾) übersetzte. Date Munenari (伊達 宗城; 1818–1892), Herr der Uwajima-Domäne lud ihn ein. Er kam im Februar 1848 in Uwajima an, wo er sich mit der Übersetzung militärischer Texte beschäftigte. Im Januar des folgenden Jahres verließ er Uwajima, ging wieder heimlich nach Edo, das er im August erreichte, und führte ab dem folgenden Jahr eine Arztpraxis unter dem Namen Sawa Sanpaku (沢 三伯). Er beging Selbstmord, nachdem er in seinem Versteck von der Polizei angegriffen worden war.
Es gibt verschiedene Darstellungen zu der Zeit, nachdem Takano Chō aus dem Gefängnis geflohen war, aber das Obige ist das, was man derzeit auf der Grundlage zuverlässiger historischer Materialien annehmen kann. Sein Grab befindet sich im Tempel Daian-ji (大安寺) in der Stadt Mizusawa.